# Phoracantha perbella
Phoracantha perbella är en skalbaggsart som beskrevs av Wang 1995. Phoracantha perbella ingår i släktet Phoracantha och familjen långhorningar. Inga underarter finns listade i Catalogue of Life.